# Grzmiąca Góra (Kosowice)
Grzmiąca Góra – część wsi Kosowice w Polsce, położona w województwie świętokrzyskim, w powiecie ostrowieckim, w gminie Bodzechów.
W latach 1975–1998 Grzmiąca Góra administracyjnie należała do województwa kieleckiego.